# Celeus occidentalis
El carpintero pechinegro amazónico (Celeus occidentalis) es una especie de ave piciforme del género Celeus que habita en zonas selváticas del norte de Sudamérica.

## Distribución
Este taxón es característico de la selva amazónica, donde se distribuye en el norte y oeste del Brasil, el sur de Guyana, de Venezuela y de Colombia, el este de Ecuador y del Perú y el norte de Bolivia.

## Taxonomía
Este taxón fue descrito originalmente en el año 1889 por el ornitólogo escocés Edward Hargitt.
Durante décadas fue tratado como conformando una subespecie de la especie C. torquatus, es decir, Celeus torquatus occidentalis. Para mediados del año 2014 se lo considera una especie plena, bajo un concepto más amplio que el de la especie biológica, tal como es el de especie filogenética.

## Estado de conservación
En la Lista Roja elaborada por la Unión Internacional para la Conservación de la Naturaleza (UICN) este taxón es categorizado como “bajo preocupación menor”.